# Căbăiești
Căbăiești è un comune della Moldavia situato nel distretto di Călărași di 1.102 abitanti al censimento del 2004